# II liiga
De II liiga (Teine liiga) is de vierde hoogste voetbalklasse in Estland. Het eerste seizoen van deze competitie werd georganiseerd in 1995. De competitie vindt telkens plaats van april tot november en bevat enkele belofte-elftallen van clubs uit de Meistriliiga en de Esiliiga. Tot 2013 was de competitie het derde niveau, maar met de invoering van de Esiliiga B als derde niveau werd de II liiga de vierde klasse. Er doen 28 teams mee verdeeld in twee regionale poules, bestaande uit noord/oost (põhja/ida) en zuid/west (lõuna/lääne). 
Meistriliiga ·
Esiliiga ·
Esiliiga B ·
II liiga ·
III liiga ·
IV liiga ·
Naiste Meistriliiga

Beker ·
Supercup

Estisch voetballer van het jaar · Stadions

Nationaal: Mannen · Vrouwen